# Агридаг
Агрида́г (Агри-Даг, тур. Aras Güneyi Dağları, вірм. Հայկական Պար) — гірський хребет в середній частині  Вірменського нагір'я. Знаходиться на сході  Туреччини, на північ від озера Ван, довжина хребта 200 км, висота — до 3445 м. Утворений низкою вулканів, що виникли вздовж крупних разломів. По хребту проходить частина вододілу між басейнами  Каспійського моря і Перської затоки.

## Етимологія
Історична назва хребта — «Айкакан пар» або «Айкаканпар». На думку Едуарда Макаровича Мурзаева, «пар» в назві означає «танок», «коло», «ряд предметів». На думку Джеймса Расселла, «Айкакан пар» може означати «вірменське місце» і позначати одно з двох легендарних місць походження вірменів у вірменській традиції (друге — «долина вірменів» поруч з озером Ван). «Пар» при цьому — залучено з середньоіранських мов.

## Природа
Переважають гірські сухі степи, подекуди — рідколісся (дуб, ялівець, сосна).

## Виноски
1. 1 2 3  GEOnet Names Server — 2018.
2. 1 2 3  Большая советская энциклопедия : в 30 т. / главн. ред. А. М. Прохоров. — 3-е изд. — М. : «Советская энциклопедия», 1969—1978. (рос.)
3. ↑  Aras Güneyi Dağları, Turkey[недоступне посилання з лютого 2019] — Collins Maps
4. 1 2  Мурзаев Э. М. Словарь народных географических терминов. — М.: Мысль, 1984. — стр. 429 [Архівовано 2 квітня 2016 у Wayback Machine.]
5. ↑  James R. Russell[en], Zoroastrianism in Armenia [Архівовано 23 березня 2014 у Wayback Machine.] — Harvard Iranian Series, 1987, стр. 18: Armenia seems to have two loci of legendary origin in tradition: the regions of Van and Ararat. In the formeris Hayoc Jor, the Valley of the Armenians. For the latter, one might suggest a translation of Haykakan Par 'the Armenian Place', the word par being here not 'row, line' but a MIr. loan-word, cf. OIr. pada-, Zor. Phl. padhak/payag 'place'.